# Morchella esculenta
Morchella esculenta (L.) Pers., Synopsis Methodica Fungorum 618 (1801).

## Descrizione della specie

### Cappello (Mitra)
Di media grandezza, alto da 5-10 cm e largo 2-5 cm, ovato-conico, apice
ottuso, di colore castano-brunastro o fuligginoso-olivastro, con alveoli allungati, angolosi e contornati da costolature di color fuligginoso e poi nero, attraversati nel fondo da vene trasversali; internamente cavo e bianco, saldato alla base del gambo mediante una vallecola.

### Gambo
Di media grandezza, alto 6-8 cm e largo 3-4 cm; grosso e solcato, biancastro o giallastro;
finemente pruinoso in alto, cavo.

### Microscopia

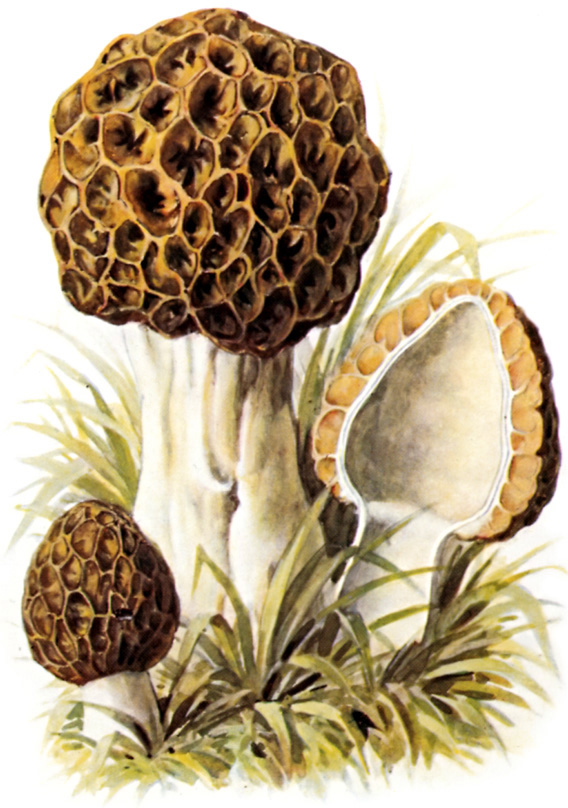
Illustrazione di M. esculenta

Aschi350 x 20-30 µm.
Sporedi colore giallo-ocra, ellittiche, lisce, 18-20 x 12-14 µm.

### Carne
Bianca, di consistenza ceracea.
- Odore: leggermente spermatico.
- Sapore: dolciastro, delicato e gradevole.

## Habitat
Cresce in primavera, preferibilmente in terreni umidi, sotto o nei pressi di frassino, pioppo, olmo, ecc.

## Commestibilità
Molto buona, ma come tutte le morchelle è tossica da cruda in quanto contiene acido elvellico, micotossina termolabile.
Il valore nutrizionale e gli elementi contenuti in 100 grammi di Morchella esculenta cruda: 12 kcal, 89 g acqua, 1,7 g proteine, 0,5 g carboidrati spendibili, 0,3 g di grassi, 7 g di sostanze non utilizzabili, 2 mg colesterolo, 390 mg di potassio, 11 mg di calcio, 162 mg di fosforo, 1,2 mg di ferro, 16 mg di magnesio e 5 mg di Vitamina C.

## Specie simili
- Alcune specie del genere Gyromitra (in primis G. esculenta, mortale da crudo, che non perde la propria tossicità nemmeno dopo la cottura). Queste specie si distinguono dalla M. esculenta per via della mitra di tipo "cerebriforme", che ricorda le circonvoluzioni di un cervello.
- Morchella rotunda

## Sinonimi e binomi obsoleti
- Morchella esculenta a rotunda Fr.
- Morchella rotunda (Fr.) Boud.
- Morchella rotunda var. esculenta (L.) Jacquet., in Jacquetant & Bon, Documents Mycologiques 14(no. 56): 1 (1985) [1984]
- Morellus esculentus (L.) Eaton, Manual of Botany for the Northern and Middle States 2 ed.: 324 (1818)
- Phallus esculentus L., Species Plantarum 2: 1178 (1753)
- In lingua Ladina (Val di Fassa Trentino) Vengono chiamati - Barigui

## Galleria d'immagini

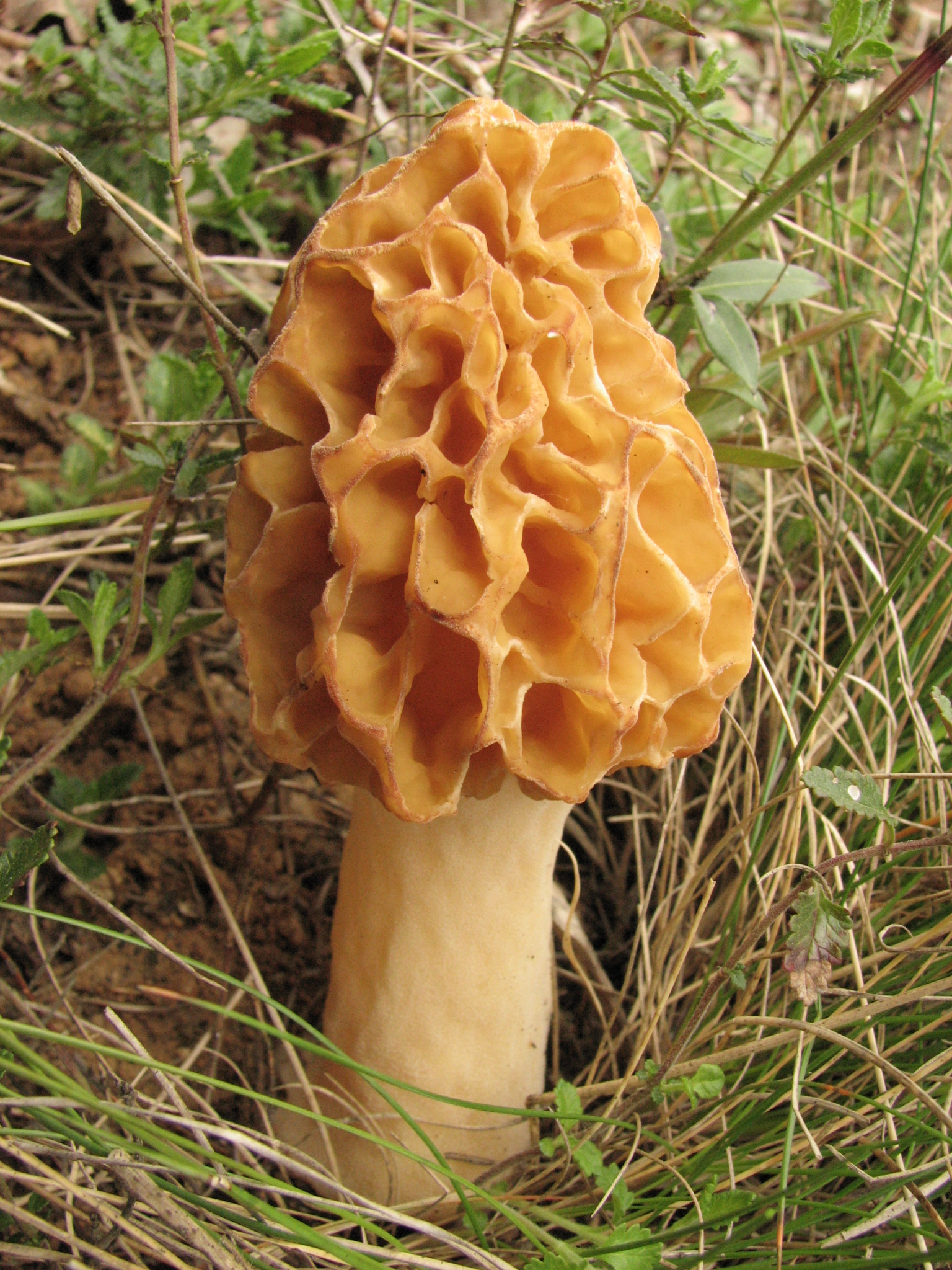
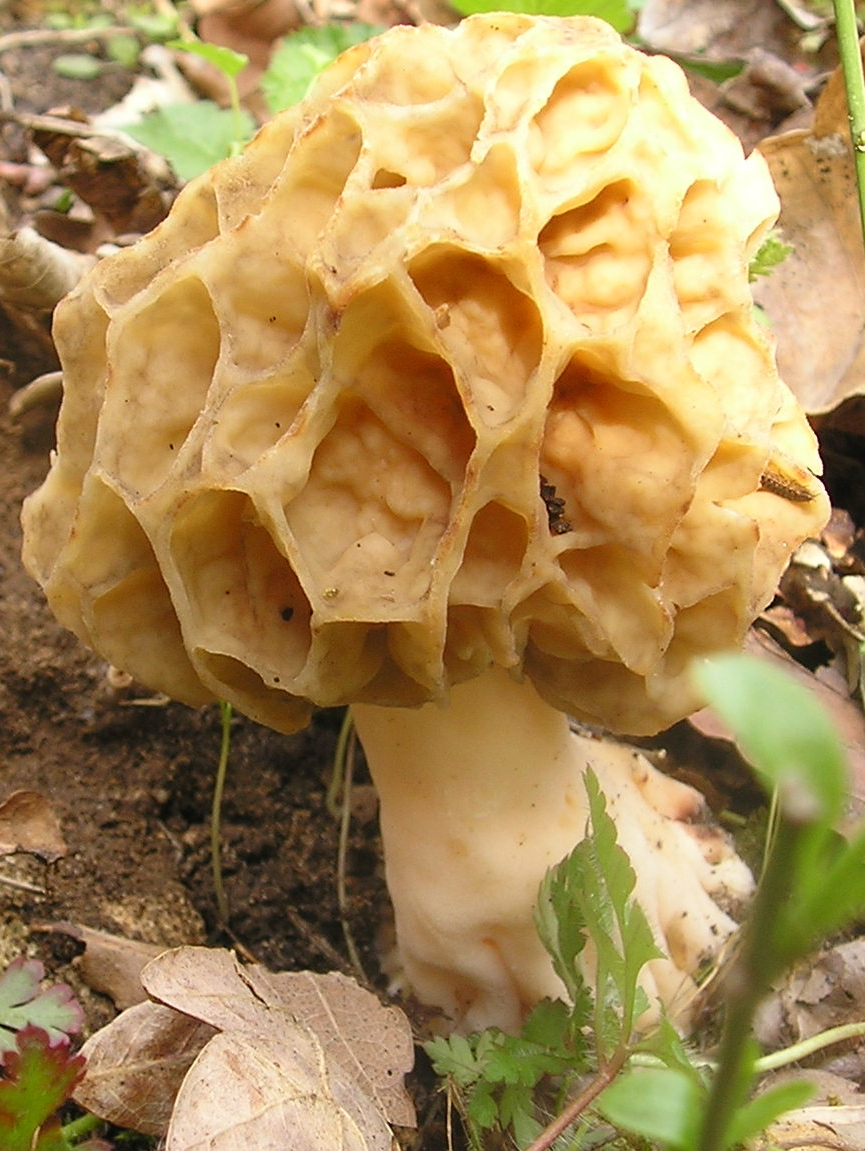
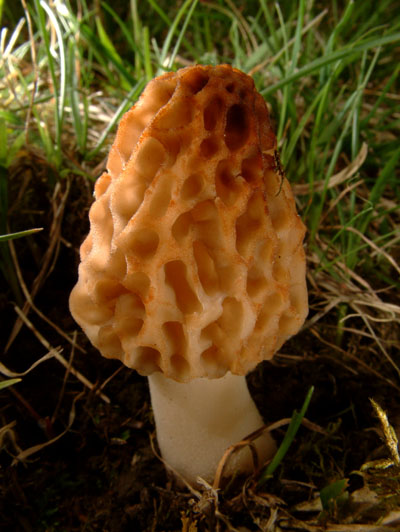
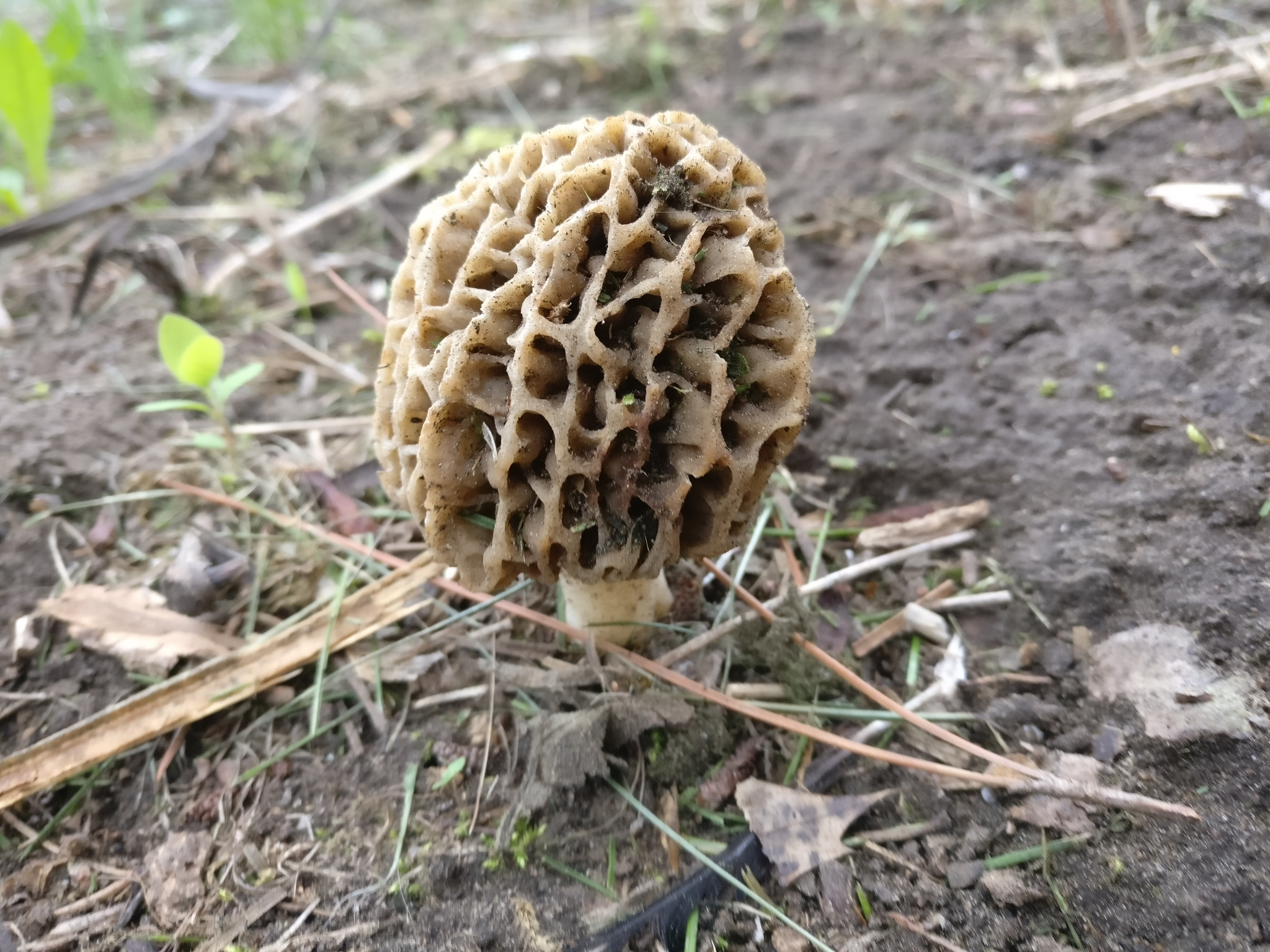